# Ammothella gibraltarensis
Ammothella gibraltarensis là một loài nhện biển trong họ Ammotheidae. Loài này thuộc chi Ammothella. Ammothella gibraltarensis được miêu tả khoa học năm 1993 bởi Munilla.